# ادریانا سانتوس
ادریانا سانتوس (انگلیسی: Adriana Santos؛ زادهٔ ۱۸ january ۱۹۷۱ (۵۴ سال)) ورزشکار بسکتبال اهل برزیل است.
وی در مسابقات کشوری و بین‌المللی در مجموع برندهٔ ۲ مدال طلا، ۱ مدال نقره، ۱ مدال برنز شده‌است.